# La Dernière Preuve
Pour plus de détails, voir Fiche technique et Distribution.
La Dernière Preuve (Shadow of Doubt) est un film américain réalisé par Randal Kleiser, sorti en 1998.

## Synopsis
Kitt Devereux, avocate renommée et brillante qui a bâti sa réputation en défendant des meurtriers et des violeurs, est aujourd'hui avocate d'affaires. Cependant elle retourne à ses anciennes amours en acceptant d'assurer la défense d'un jeune rappeur accusé d'avoir sauvagement assassiné la fille d'un riche philanthrope. 

## Fiche technique
- Titre original : Shadow of Doubt
- Titre français : La Dernière Preuve
- Réalisation : Randal Kleiser
- Scénario : Myra Byanka, Raymond de Felitta
- Musique : Joel Goldsmith
- Producteur : Adam Kline
- Société de distribution : Largo Entertainment
- Pays de production :  États-Unis
- Genre : Policier
- Durée : 98 minutes
  - Langue : anglais
- Format : 1.35:1 - 35mm - Couleur (Technicolor) – Son Dolby
- Date de sortie : 1998

## Distribution
- Melanie Griffith (VF : Michèle Buzynski) : Kitt Devereaux
- Tom Berenger (VF : Richard Darbois) : Jack Campioni
- Craig Sheffer (VF : Éric Etcheverry) : Laird Atkins
- Huey Lewis (VF : Pierre Laurent) : Al Gordon
- Wade Dominguez (VF : Philippe Vincent)  : Robert 'Bobby' Medina
- James Morrison : Le sénateur Saxon
- Lisa Pelikan : Leslie Saxon
- Nina Foch : Sylvia Saxon
- Tony Plana : Le détective Krause
- Victor Love (VF : Bruno Dubernat)   : Le détective Baker
- Richard Portnow : Marvin Helm
- Kimberley Kates : Bridget Paul
- Danielle Nicolet : Cheryl
- James Karen : Norman Calloway
- John Ritter (VF : Guillaume Orsat)   : Steven Mayer
- Tia Texada : Conchita Perez
- Sandra Guibord : Jana Calloway